# Canard de Huttegem
Le canard de Huttegem, ou d'Audenarde, est une race de canard domestique originaire de Belgique.

## Histoire
Les paysans des prairies de l'Escaut, souvent inondées près d'Audenarde spécialement autour du village de Huttegem (au nord-est de Waregem), élèvent à partir du XIXe siècle des canards en complément de revenu, pour la chair et la ponte. Ils sont abrités dans des huttes de joncs ou de paille que les éleveurs dressent deci delà. Ils sont croisés avec le canard de Termonde et peut-être plus tard avec le coureur indien. Les œufs sont couvés par un poule locale, la poule de Huttegem, car la cane est une piètre couveuse. Le standard de cette race est adopté en 1913. Il existe deux variétés, le traditionnel bleu-pie et le noix-pie. Seule la première est reconnue. Aujourd'hui c'est une race devenue extrêmement rare.

## Description
Le canard d'Audenarde est un canard de taille petite à moyenne atteignant 2,5 kg pour le mâle et un peu plus de 2 kg pour la cane. Son port est élevé, sa tête fine avec des yeux d'un bleu foncé. Son bec est bleuâtre. Ses tarses sont d'un orange rougeâtre et souvent tachetés de noir. Le plumage de ce beau canard est traditionnellement bleu et blanc (bleu-pie) : bleu sur les ailes, les flancs, la queue avec des taches bleues sur la tête et le cou. Le reste est blanc, spécialement le ventre, le croupion, la poitrine et le cou.